# Ulatówka
Ulatówka – rzeka, prawy dopływ Orzyca o długości 25,1 km. 
Płynie w województwie mazowieckim. Wypływa w okolicach wsi Grabowo-Zawady i kieruje się na południowy wschód. Przepływa, między innymi, przez: Krajewo Wielkie, Piastowo, Plewnik (gdzie przecina drogę krajową nr 57), Ulatowo-Żyły, Ulatowo-Adamy, Ulatowo-Borzuchy, Ulatowo-Słabogóra. Do Orzyca wpada pomiędzy miejscowościami Ulatowo-Pogorzel i Małowidz.